# Johann Riegler
Johann Riegler (Viena, Austria, 17 de julio de 1929-31 de agosto de 2011) fue un futbolista austríaco que jugaba como centrocampista.

## Selección nacional
Fue internacional con la selección de fútbol de Austria en 6 ocasiones y convirtió un gol. Formó parte de la selección que obtuvo el tercer lugar en la Copa del Mundo de 1954, siendo el mayor éxito en la historia del fútbol austríaco hasta la fecha, pero no jugó ningún partido durante el torneo.

### Participaciones en Copas del Mundo
| Mundial                        | Sede  | Resultado    | Partidos | Goles |
| ------------------------------ | ----- | ------------ | -------- | ----- |
| Copa Mundial de Fútbol de 1954 | Suiza | Tercer lugar | 0        | 0     |

## Clubes
| Club             | País    | Año       |
| ---------------- | ------- | --------- |
| SK Rapid Viena   | Austria | 1948-1958 |
| FK Austria Viena | Austria | 1958-1961 |
| RC Lens          | Francia | 1961-1962 |
| Klagenfurt       | Austria | 1962-1963 |

## Palmarés
| Título               | Club             | País    | Año  |
| -------------------- | ---------------- | ------- | ---- |
| Campeonato austríaco | SK Rapid Viena   | Austria | 1951 |
| Campeonato austríaco | SK Rapid Viena   | Austria | 1952 |
| Campeonato austríaco | SK Rapid Viena   | Austria | 1954 |
| Campeonato austríaco | SK Rapid Viena   | Austria | 1956 |
| Campeonato austríaco | SK Rapid Viena   | Austria | 1957 |
| Copa de Austria      | FK Austria Viena | Austria | 1960 |
| Campeonato austríaco | FK Austria Viena | Austria | 1961 |

### Copas internacionales
| Título        | Club           | Sede            | Año  |
| ------------- | -------------- | --------------- | ---- |
| Copa Zentropa | SK Rapid Viena | Viena (Austria) | 1951 |